# John Eatwell, Baron Eatwell
John Leonard Eatwell, Baron Eatwell (* 2. Februar 1945) ist ein britischer Wirtschaftswissenschaftler. Er war von 1997 bis 2020 Präsident des  Queens’ College (Cambridge), wo er auch von 1964 bis 1967 studierte.

## Ausbildung
Eatwell studierte am Queens’ College der University of Cambridge mit dem Abschluss B.A und anschließend an der Harvard University. Er promovierte dort und ging dann zurück an das Queens’ College.

## Leben und Karriere
Eatwell war an der University of Cambridge u. a. Professor für Finanzpolitik und Lecturer an der Wirtschaftsfakultät: er war Wissenschaftlicher Mitarbeiter am Trinity College und wurde 1996 zum Präsidenten des Queens’ College gewählt. Des Weiteren lehrte er Wirtschaftswissenschaften an der New School for Social Research in New York City in den 1980ern und 1990ern. Er ist Mitglied verschiedener wissenschaftlicher Gesellschaften. Er war von 1985 bis 1992 der Chefwirtschaftsberater von Neil Kinnock.
Er wurde als Baron Eatwell, of Stratton St Margaret in the County of Wiltshire, zum Life Peer erhoben und sitzt seither für die Labour Party im House of Lords. 2010 wurde er von Ed Miliband als Sprecher der Labour Opposition für den Etat ernannt.
Eatwell ist ehemaliger Vorstand der British Library, ein Direktor des Royal Opera House und wirtschaftlicher Berater des Chartered Management Institute.
Im Juli 2006 heiratete Eatwell Suzi Digby (* 1958), die Gründerin von The Voices Foundation, einer Wohltätigkeitsorganisation zur Musikerziehung.

## Schriften (Auswahl)

### Autor
Aufsätze
- On the proposed reform of corporation tax. In: Bulletin of the Oxford University Institute of Economics and Statistics. Bd. 33 (1971), Heft 4, S. 267–274, ISSN 0140-5543.
- Mr Sraffa's Standard Commodity and the Rate of Exploitation. In: Quarterly Journal of Economics, Bd. 89 (1975), Heft 4, S. 543–555, ISSN 0033-5533[4]
- Money wage inflation in industrial countries. In: Review of Economic Studies. Bd. 41 (1974), Heft 4, S. 515–523 (mit John Llewellyn und Roger Tarling).
- The Interpretation of Ricardo's „Essay on Profits“. In: Economica. Bd. 42 (1975), S. 182–187, ISSN 0013-0427 (mit Samuel Hollander).
- A note on the truncation theorem. In: Kyklos. International review for social sciences. Bd. 28 (1975), Heft 4, S. 870–875, ISSN 0023-5962.
- The Irrelevance of Returns to Scale in Sraffa's Analysis. In: Journal of Economic Literature, Bd. 15 (1977), Heft 1, S. 61–68, ISSN 0022-0515 (mit A. L. Levine).
- Joan Robinson. In: Challenge. The magazine of economic affairs. Bd. 20 (1977), Heft 1, S. 64–65, ISSN 0577-5132.
- On the theoretical consistency of theories of surplus value. In: Capital and Class. Bd. 10 (1980), S. 155–158, ISSN 0309-8168.
- Economic theory and European society. The influence of J. M. Keynes. In: History of European Ideas. Bd. 9 (1988), Heft 2, S. 215–225, ISSN 0191-6599 (mit Murray Milgate).
- Institutions, efficiency, and the theory of economic policy. In: Social Research. An international Quarterly. Bd. 61 (1991), Heft 1, S. 35–53, ISSN 0037-783X.
- Citizen Keynes. In: American Prospect. A journal for the liberal imagination. Bd. 5 (1994), Heft 16, S. 115–124, ISSN 1049-7285.
- The international origins of unemployment. In: Jonathan Michie, John Grieve Smith (Hrsg.): Managing the global economy. OUP, Oxford 1995, ISBN 0-19-828969-3, S. 271–286.
- The global money trap. Can Clinton master the markets? In: American Prospect. A journal for the liberal imagination. Bd. 4 (1995), Heft 12, S. 118–126, ISSN 1049-7285.
- Responses. The British economy. In: New Statesman and Society, Bd. 9 (1996), Heft 402, S. 32, ISSN 0954-2361 (mit P. Wallace).
- Ethics and self-interest. In: Ian P. Jones, Michael Pollitt (Hrsg.): The role of business ethics in economic performance. Macmillan, Basingstoke 1998, ISBN 0-333-71741-4, S. 21–30.
- The American stock-flow trap. In: Challenge. A magazine of economic affairs. Bd. 42 (1999), Heft 5, S. 34–49, ISSN 0577-5132 (mit Lance Taylor).
- The anatomy of the pensions „crisis“. In: Economic Survey of Europe. Bd. 52 (1998/99, Heft 3, S. 57–67), ISSN 0070-8712.
- From cooperation to coordination to control? In: New Political Economy. Bd. 4 (1999), Heft 3, S. 410–415, ISSN 1356-3467.
- Towards an effective regulation of international capital markets. In: Internationale Politik und Gesellschaft, (1999) Heft 3, S. 279–286, ISSN 0945-2419 (mit Lance Taylor).
- Unemployment. National policies in a global economy. In: International Journal of Manpower. Bd. 21 (2000), Heft 5, S. 343–373, ISSN 0143-7720.
- New issues in international financial regulation. In: Eilís Ferran, Charles A. Goodhart (Hrsg.): Regulating financial services and markets in the 21st century. Hart Publ., Oxford 2001, ISBN 1-84113-279-9, S. 235–254.
- Useful bubbles. In: Contributions to Political Economy. Bd. 23 (2004), Heft 1, S. 35–47, ISSN 0277-5921.
- Financial imbalances in the world economy. In: Economic and Political Weekly, Bd. 40 (2005), Heft 52, S. 5453–5456, ISSN 0012-9976 (mit Alex Izurieta und Francis Cripps).
- Britain and America. Ameliorating unilateralism. In: Social Research. Bd. 72 (2005), Heft 4, S. 791–798, ISSN 0037-783X.
- Risk management and systemic risk. In: Saul Estrin, Grzegorz Kolodko, Milica Uvalić (Hrsg.): Transition and beyond. Essays in honour of Mario Nuti. Palgrave Macmillan, London 2007, ISBN 978-0-230-54697-4, S. 247–262.
- Practical proposals for regulatory reform. In: Chatham House und Atlantic Council (Hrsg.): New ideas for the London Summit. Recommendations to the G20 leaders. Royal Institute of International Affairs, London 2009, ISBN 978-1-86203-216-3, S. 11–14.

Monographien
- Not „just another accession“. The political economy of EU enlargement to the East. Institute for Public Policy Research, London 1997, ISBN 1-86030-055-3 (mit Michael Ellman, Mats Karlsson, Mario Nuti und Judith Shapiro).
- Understanding globalisation. The nation-state, democracy and economic policies in the new epoch. Almqvist & Wiksell, Stockholm 1998, ISBN 91-22-01782-8 (mit Elizabeth Jelin, Anthony McGrew und James N. Rosenau).
- Capital flows and the international financial architecture. A paper from the Project on Development, Trade, and International Finance. Council on Foreign Relations, New York 2000 (mit Lance Taylor).
- Global finance at risk. The case for international regulation. Polity Press, Cambridge 2000, ISBN 0-7456-2510-X (mit Lance Taylor).
- Hard budgets and soft states. Social policy choices in central and eastern Europe. Institute for Public Policy Research, London 2000, ISBN 1-86030-106-1 (mit Michael Ellman, Mats Karlsson, Mario Nuti und Judith Shapiro).
- Global governance of financial systems. The international regulation of systemic risk. OUP, New York 2005, ISBN 0-19-516698-1 (mit Alexander Kern und Rahul Dhumale).
- Financial supervision and crisis management in the EU. European Parliament, Committee on Economic and Monetary Affairs, Brüssel 2007 (mit Alexander Kern, Avinash Persaud und Robert Reoch).

### Herausgeber
- Keynes' Economics and the Theory of Value and Distribution. Duckworth, Oxford 1983, ISBN 0-7156-1688-9 (mit Murray Milgate).
- The new Palgrave. A Dictionary of Economics. Macmillan, London 1987, ISBN 0-333-37235-2 (4 Bde., mit Murray Milgate und Peter Newman).
- The new Palgrave capital theory. Macmillan, London 1990, ISBN 0-333-49546-2 (mit Murray Milgate und Peter Newman).
- The new Palgrave dictionary of money and finance. Macmillan, London 1992, ISBN 0-333-52722-4 (mit Peter Newman und Murray Milgate).
- Global unemployment. Loss of jobs in the '90s. M. E. Sharpe, New York 1996, ISBN 1-56324-581-7.
- Employment and economic performance. Jobs, inflation and growth. OUP, Oxford 1997, ISBN 0-19-829094-2.
- International capital markets. Systems in transition. OUP, Oxford 2002, ISBN 0-19-514765-0 (mit Lance Taylor).